# Congrès extraordinaire du PS à Dijon (1976)
 (avril 2020).
Si vous disposez d'ouvrages ou d'articles de référence ou si vous connaissez des sites web de qualité traitant du thème abordé ici, merci de compléter l'article en donnant les références utiles à sa vérifiabilité et en les liant à la section « Notes et références ».
Les 15 et 16 mai 1976, le congrès extraordinaire de Dijon réunit toutes les Fédérations départementales socialistes dans l’optique de fixer la ligne du parti pour le scrutin municipal prévu en mars 1977.

## Déroulement
Au-delà des interventions des représentants des différentes Fédérations départementales, l’intervention décisive est celle de François Mitterrand, prononcée le dimanche 16 mai. Il présente la stratégie de l’Union de la gauche dans le cadre de ces élections municipales. Les élections municipales, en France, sont régies par la loi majoritaire à deux tours, conformément à la loi du 5 avril 1884. Puis, à partir de 1964, tous les élus sont désignés au scrutin majoritaire, écartant les tentatives proportionnelles mises en vigueur depuis 1947. Une autre particularité de cette élection réside dans le statut particulier des villes de plus de 30 000 habitants. En effet, la loi de 1964 prévoit que, dans les villes de plus de 30 000 habitants, il ne peut y avoir de changements d’alliances entre les deux tours, c’est ce qu’on appelle un scrutin majoritaire avec liste bloquée à deux tours. Lors des élections de mars 1977, le PS « récuse toute alliance qui ne soit pas de Gauche, et d’abord et surtout qui ne soit pas celle des partenaires du Programme commun [dans le but d’]étendre l’union [et de] la porter au niveau local ». En effet, la gauche unie par le Programme commun (PS, PCF et MRG) progresse électoralement depuis les élections législatives de 1973 et Mitterrand espère que cela va continuer en vue du prochain scrutin. Ces élections sont aussi importantes pour déterminer qui, du PS ou du PCF, prendra la tête de la gauche unie. Dans son intervention, Mitterrand évoque aussi les divergences au sein du PS, notamment avec le CERES de Jean-Pierre Chevènement, et rappelle sa clémence pour les socialistes élus grâce à des alliances avec le centre ou la droite lors du dernier scrutin municipal, comme Gaston Defferre à Marseille.

## Conséquences
Les élections municipales de mars 1977 (13 et 20 mars) constituent une grande victoire de l’Union de la gauche. Lors du scrutin, la gauche obtient 50,8 % des suffrages (contre 41,9 % pour la majorité présidentielle) et le PS prend à la droite 41 villes de plus de 30 000 habitants. Cette élection profitant plus au PS qu’au PCF, ce dernier rompt l’alliance électorale et idéologique qui liait les trois partis de gauche depuis 1972, ce qui permet à la majorité présidentielle de remporter les élections législatives de 1978.